# Bommanakere, Sakleshpur
Bommanakere là một làng thuộc tehsil Sakleshpur, huyện Hassan, bang Karnataka, Ấn Độ.